# Maniccia
La Maniccia est un sommet montagneux du massif du Monte Rotondo, en Corse. Elle s'élève à 2 496 mètres d'altitude et domine trois pièves : Talcini, Rogna et Sorroinsu dont elle est le point culminant.
Située à cheval sur les communes de Corte, Venaco et Guagno, l'antécime ouest de la Maniccia est avec ses 2 425 mètres le point culminant de la Corse-du-Sud. Elle constitue le troisième sommet de la chaîne centrale, derrière la Punta Minuta (2 556 m) et la Paglia Orba (2 525 m) et devant le Monte Renoso (2 352 m).

## Géographie

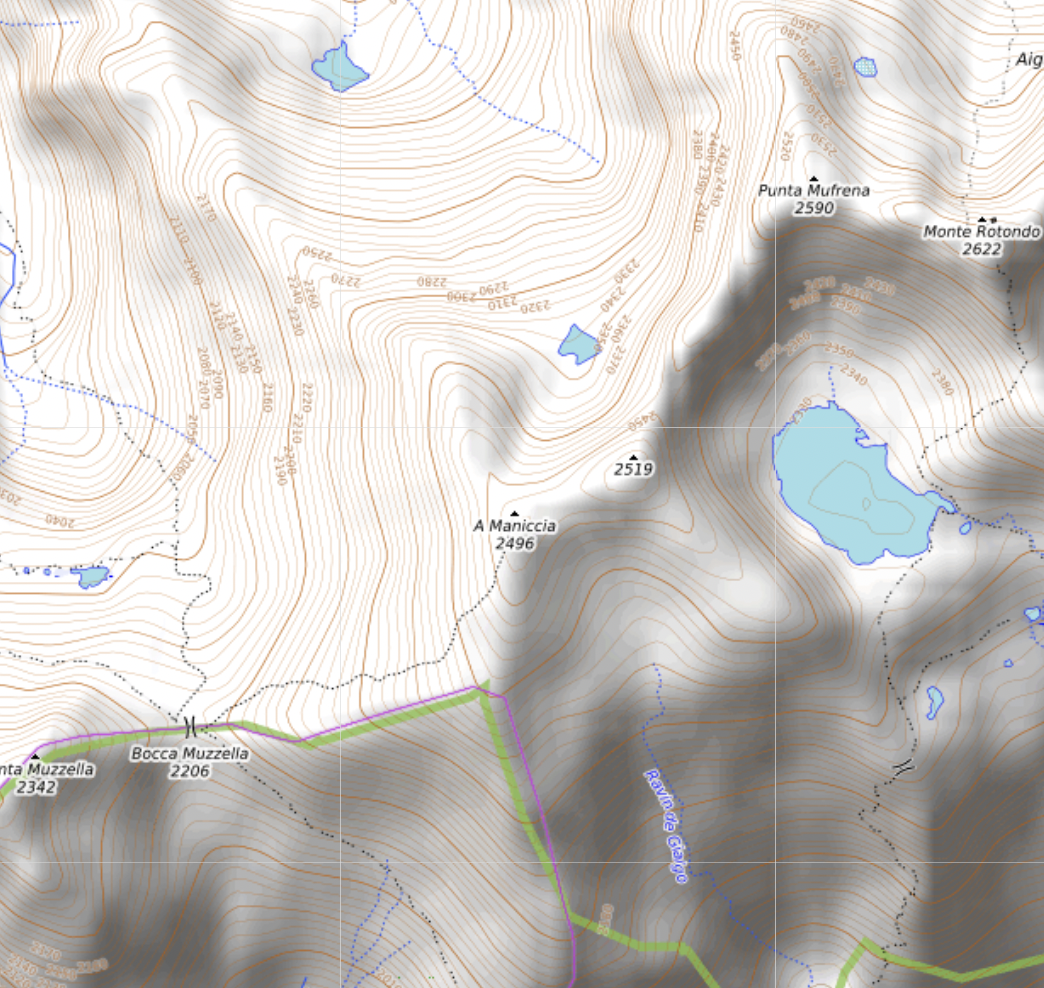
Carte topographique.